# Limnologija
Limnologija je veda, ki se ukvarja z raziskavo celinskih voda. Raziskuje tudi vrstno sestavo živali in rastlin, ki živijo v celinskih vodah, medsebojne odnose med organizmi, odvisnost med razporeditvijo organizmov, odvisnost med abiotskimi dejavniki okolja in odvisnost med združbami vodnih organizmov.
Raziskave celinskih voda se osredotočajo na raziskavo razporeditve temperatur, prosojnosti vode, koncentracijo kisika in ogljikovega dioksida ter vsebnosti biogenih prvin. Pri teh raziskavah limnologija uporablja dosežke hidrologije.